# Theresa Merritt

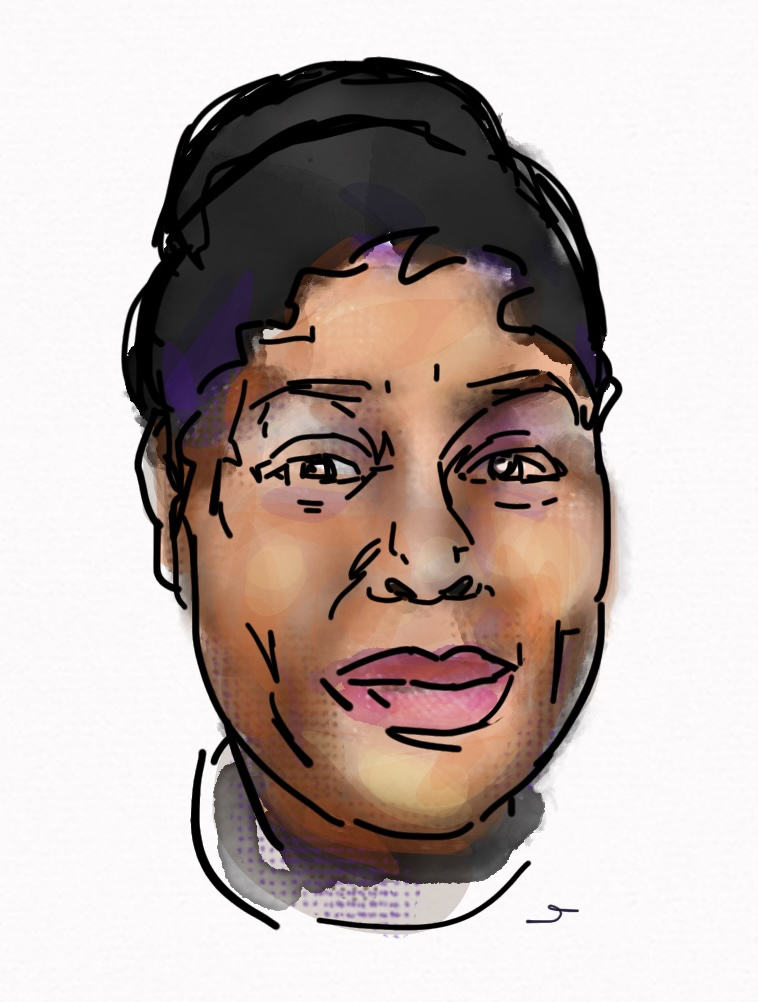
Darstellung von Theresa Merritt

Theresa Merritt (* 24. September 1922 in Emporia, Virginia; † 12. Juni 1998 in New York City) war eine US-amerikanische Musicaldarstellerin und Filmschauspielerin.

## Leben
Theresa Merritt wurde in den 1940er Jahren als Musical- und Theaterschauspielerin aktiv, war auch Background-Sängerin und mit Tournee-Theatern unterwegs. In den 1960er Jahren trat sie vermehrt am Broadway, auch am Off-Broadway, und in Film und Fernsehen auf. 1974 verkörperte sie die titelgebende Mama Eloise Curtis in der Sitcom That’s My Mama. 1978 spielte sie Tante Emma in The Wiz – Das zauberhafte Land. Für ihre Rolle der Ma Rainey im Musical Ma Rainey’s Black Bottom wurde sie 1985 für einen Tony Award nominiert. 1995 spielte sie Juanita in der Komödie Billy Madison – Ein Chaot zum Verlieben. 
Ihr schauspielerisches Schaffen für Film und Fernsehen umfasst 28 Produktionen. Der letzte Film, an dem sie mitwirkte, war Verliebt in Sally, der 1998 veröffentlicht wurde.

## Filmografie (Auswahl)
- 1971: Der verkehrte Sherlock Holmes (They Might Be Giants)
- 1974–1975: That’s My Mama (Fernsehserie, 39 Folgen)
- 1977: Der Untermieter (The Goodbye Girl)
- 1978: The Wiz – Das zauberhafte Land (The Wiz)
- 1979: Der große Santini (The Great Santini)
- 1982: Das schönste Freudenhaus in Texas (The Best Little Whorehouse in Texas)
- 1988: Die Schlange im Regenbogen (The Serpent and the Rainbow)
- 1989: Zwei Frauen
- 1995: Billy Madison – Ein Chaot zum Verlieben (Billy Madison)
- 1998: Verliebt in Sally (Home Fries)